# Luigi Carluccio
Luigi Carluccio (Calimera, 5 maggio 1911 – San Paolo, 12 dicembre 1981) è stato un critico d'arte italiano.

## Biografia
Ancora bambino si trasferì a Torino con tutta la famiglia. Il padre Rocco era insegnante di scuola elementare. Frequentato il liceo classico Massimo d'Azeglio, si iscrisse alla facoltà di Lettere e Filosofia dell'università torinese. Cominciò a interessarsi di arte fin dal 1928. In quegli anni seguì con continuità la galleria Codebò di via Po a Torino, dove incontrò Luigi Spazzapan, di cui sarebbe diventato estimatore e amico. La sua tesi di laurea fu di carattere storico-artistico: La decorazione dell'età barocca in Lecce, discussa  nel 1940.
Nel 1934 iniziò la sua attività di critico d'arte, pubblicando su "L'Avvenire d'Italia" e sulla rivista "Arte Cattolica", di cui fu anche direttore.
Venne richiamato alla armi e combatté in Abissinia tra il 1935 e il 1936, in Albania dal 1940 al 1941 e in Russia dal 1941 al 1943. Dopo l'armistizio fu internato dai tedeschi fino al 1945.
 Dopo la guerra riprese l'attività di critico per molte testate giornalistiche tra cui  “Popolo Nuovo”, “Gazzetta del Popolo”, Il Giorno.
Ebbero particolare risonanza le mostre da lui allestite alla Galleria d'arte moderna di Torino tra la fine degli anni '60 e '70: "Le Muse Inquietanti. Maestri del Surrealismo" nel 1967,  "Il Sacro e il Profano nell'Arte dei Simbolisti" nel 1969, "Il Cavaliere Azzurro" realizzata nel 1971. Nel 1973 fu poi la volta della mostra "Combattimento per un'immagine".
Nel giugno del 1979 Luigi Carluccio fu nominato direttore del Settore Arti Visive della Biennale di Venezia.
Stilò la presentazione di libri d'arte dedicati ad artisti noti, tra gli altri Romano Gazzera, Felice Casorati, Alberto Giacometti, Giorgio de Chirico, Luigi Roccati, Vittore Frattini, Ludovico Mosconi Domenico Gnoli, Carlo Mattioli, Picasso, Leonardo Cremonini, Romano Notari, Liliana Petrovic. Tra i cataloghi d'arte ricordiamo: Il museo nazionale del cinema Torino, Immagini d'arte in Italia dagli elenchi telefonici, Cento anni di fotografia 1884-1984.
In seguito si mise al lavoro per la preparazione della Biennale di Venezia del 1982, che non poté inaugurare, perché il 12 dicembre 1981 morì improvvisamente a San Paolo del Brasile, dove era stato invitato per l'inaugurazione della  Biennale brasiliana.